# Centauro II MGS 120/105
Centauro II MGS 120/105 — нова версія винищувача танків Centauro, має перероблене шасі 8×8 і потужнішу 120 мм гармату. В новій версії посилено захист та внесено низку інших вдосконалень.

## Розробка
Загальну концепцію Італії у використанні колісних танків пов'язують із великою протяжністю берегової лінії, що робить країну вразливою до морських десантів. Тобто головним суперником Centauro II вбачаються не основні бойові танки сухопутних підрозділів противника, а амфібійні машини морської піхоти.
Також на користь Centauro II є уніфікація — на базі Centauro створена БМП Freccia, яка з 2009 року стоїть на озброєнні армії Італії.
Centauro II є спільною розробкою IVECO та OTO Melara для задоволення потреб італійської армії. Розробку розпочато у 2010. Перший прототип було представлено у 2015. Вперше машина була представлена публіці у 2016. Італійська армія планує закупити 74 таких машини. Зараз італійська армія використовує всього 300 оригінальних машин вогневої підтримки Centrauro B1, які озброєні 105 мм гарматою.
Centauro II призначена для проведення тактичної розвідки, вогневої підтримки бойових підрозділів та для виконання завдань з оборони територій. Вона може супроводжувати конвої і патрулювати дороги. Коли Centrauro II буде прийнято на озброєння італійської армії, вона буде нести службу у середніх бригадах разом з ББМ Freccia і схожими бойовими машинами на шасі з колісною формулою 8×8.
Ця машина вогневої підтримки є одною з найкращих у класі. Більшість схожих машин мають шасі з колісною формулою 6x6 і гармату калібром у 105 мм. Існує американська мобільна гарматна система M1128 Stryker з колісною формулою 8x8. Але він також озброєний 105 мм гарматою, тому що корпус не може витримати відбій 120 мм гармати. Є лише кілька демонстраційних зразків з потужною 120 мм гарматою.

## Озброєння
Centauro II має таку ж саму вогневу потужність, як і більшість сучасних основних бойових танків.
Машина має башту OTO Melara HITFACT, в якій встановлено гладкоствольну гармату 120 мм/L45.
З метою зменшення ваги башта виконана із алюмінію з додатковими композитними елементами.
Встановлена гармата не має нічого спільного з гарматою Rheinmetall 120 мм, яка встановлена на більшості західних танків. Однак ця гармата сумісна зі стандартними танковими снарядами НАТО 120 мм. Вона має ефективне дулове гальмо, що значно зменшує відбій.
Гармата оснащена автоматом заряджання на 6 готових пострілів та ще 6, які має докласти заряджаючий.
Слід відзначити, що 120 мм гармата вже використовувалася на винищувачах родини Centauro. На вимогу замовника на Centauro II можливо встановити меншу 105 мм/L52 гармату.
Боєкомплект складає 40 снарядів. 12 з них знаходяться у башті. Інші зберігаються у ручній стійці.
Цей винищувач танків використовує БОПС, багатоцільові та інші снаряди. 120 мм БОПС може пробити 600 мм катаної гомогенної сталевої броні на відстані 3000 м.
У башті також встановлено спарений 7,62 мм кулемет (боєкомплект 750 набоїв) та дистанційно-керовану збройну станцію, в якій встановлено 12,7 мм кулемет (400 набоїв). Крім того збройна станція може бути озброєна 7,62 мм кулеметом (1000 набоїв) або 40 мм автоматичний гранатомет (96 набоїв).

## Система керування вогнем
Цей новий винищувач танків має сучасну систему керування вогнем і оптикою останнього покоління. Вона має можливість мисливець-вбивця. Командир має панорамний приціл для пошуку цілей. Після обирання цілі гармата наводиться автоматично, а навідник виконує лише більш точну наводку і стріляє. У цей час командир шукає наступну ціль. Такий метод мисливець-вбивця використовується на всіх сучасних танках. Це дозволяє швидше виявляти та атакувати цілі. Схоже, що ця машина може атакувати ціль через 30 секунд після виявлення.

## Захист
Має броньовий захист рівня 4 за стандартом STANAG 4569.
Броньований корпус зварний сталевий, башта виготовлена з алюмінію та композитних матеріалів.
У стандартній конфігурації верхня лобова деталь захищає від 20 мм снарядів, а кругова броня захищає від 12,7 мм набоїв і осколків артилерійських снарядів.
Centauro II можна оснастити композитною додатковою бронею, а також активним захистом для збільшення рівня захисту. З додатковою бронею верхня лобова деталь може захищати від 40 мм бронебійних снарядів, а кругова броня може захищати від набоїв калібру 14,5 мм. Внутрішній простір вкритий кевларовим підбоєм, який запобігає відколюванню.
Шасі також має кращий захист від мін та саморобних вибухових пристроїв.
Екіпаж має протимінні місця.
Centauro II оснащений системою глушіння, яка блокує сигнали радіо-керованих вибухових пристроїв.
Ця бойова машина оснащена захистом від ядерного вибуху та автоматичною системою пожежогасіння.
Вона також має приймач, який повідомляє про лазерне опромінення, який може автоматично запускати димові гранати.

## Екіпаж
Екіпаж Centauro 2 складається з 4 осіб, командира, навідника, механіка-водія та заряджаючого. Заряджаючий перекладає снаряди з боєукладки до автоматичної системи заряджання і заряджає гармату вручну у разі виходу з ладу системи заряджання.

## Рушій
Centauro 2 має високомобільне шасі з колісною формулою 8x8. У порівнянні зі звичайним Centauro, для забезпечення максимальної мобільності при збільшенні маси був розроблений двигун нового покоління з новою автоматичною трансмісією та електронною системою гальмування та керування.
Машина має новий дизельний двигун IVECO VECTOR 8V з турбонаддувом потужністю 720 к.с., що встановлений спереду, автоматичну коробку передач з 7 передніми та 1 задньою передачами.
Рух в поворотах здійснюється першою та другою парами коліс, а на малій швидкості також і четвертою. Машина має шини з пониженим тиском на ґрунт та системою центрального надування шин, що покращує мобільність на пересічній місцевості.
Centauro 2 не може плавати.

## Оператори
- Італія: орієнтовна потреба в 130 машин. З 2018 року 10 машин перебувають в дослідній експлуатації.

### Італія
В квітні 2020 року було оголошено про намір міністерства оборони Італії замовити першу серійну партію колісних танків B1 Centauro II від консорціуму Consorzio Iveco-Oto Melara кількістю 40 машин. Однак наприкінці 2020 року міністерство оборони Італії та консорціум Iveco-Oto Melara, який є частиною Leonardo, підписали договір на постачання 86 колісних танків Centauro II.
Контракт також обумовлює збільшення замовлення на 10 машин, комплексну логістичну підтримку та гарантійні зобов'язання.
А загальна вартість всієї програми становить 1,59 млрд євро строком до 2030 року.